# Ferdinando Marescalchi
Il conte Ferdinando Marescalchi (Bologna, 26 febbraio 1754 – Modena, 22 giugno 1816) è stato un diplomatico e politico italiano.

## Biografia
Appartenente a una famiglia d'antica nobiltà, Ferdinando nacque a Bologna il 26 febbraio 1754, dal conte Vincenzo Antonio Maria (1701-1793) e da Margherita Parracciani. Frequentò il Collegio San Carlo di Modena e sembra si sia laureato in legge a Bologna, acquisendo in seguito il seggio ereditario del Senato cittadino al governo della città, lasciatogli dal padre.
Fu più volte eletto alla carica di Gonfaloniere di giustizia della città di Bologna, membro dell'Accademia dei Gelati a Bologna e dell'Accademia delle Scienze, delle Lettere e delle Arti a Modena e lui stesso poeta, intrattenendo rapporti con alcuni dei più celebri letterati del suo tempo, tra cui Vincenzo Monti.
Sul finire del secolo era tra quelle persone di cultura liberale che ormai mal sopportavano il governo pontificio ancien régime e guardavano ai nuovi ideali di eguaglianza che provenivano dalla Francia. Quando le truppe napoleoniche entrarono in Italia nel 1796, egli si unì a quanti si adoperarono per la transizione dai vecchi stati alla nuova organizzazione territoriale voluta dal generale Bonaparte, partecipando alla costituzione della Repubblica Cispadana (1796-1797), del cui Direttorio egli fece parte. Ciò arrivò all'orecchio di Napoleone, che gli testimonierà nel tempo stima e fiducia.

### Le Repubbliche sorelle
Repubbliche sorelle

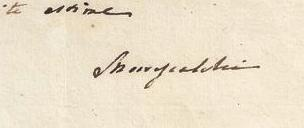
La firma di Ferdinando Marescalchi

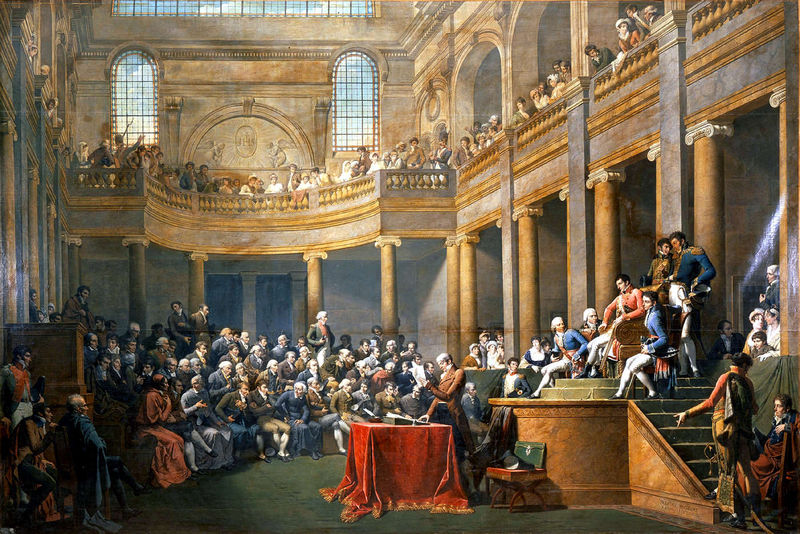
La Consulta della Repubblica Cisalpina riunita a Lione il 26 gennaio 1802 per accordare la presidenza al Primo Console, Napoleone Bonaparte, dipinto di Nicolas André Monsiau, 1806-08.

Nel 1797 la Repubblica Cispadana (formata dai territori di Modena, Reggio Emilia, Bologna e Ferrara) confluì nella Repubblica Cisalpina. Marescalchi si convinse ad abbandonare i propri ideali municipalisti legati alla città di Bologna, aderendo alla corrente patriottica nazionale che vedeva nell'Austria lo straniero dominatore da cacciare e in Napoleone l'ideale di liberatore.
Nel 1799 si recò a Vienna come ministro plenipotenziario del nuovo stato, ma non venne ricevuto dall'imperatore Francesco I, che non voleva intrattenere relazioni con gli Stati creati da Napoleone sui suoi precedenti dominii.
Nel marzo del 1799 venne eletto nel Direttorio della Repubblica Cisalpina, ma l'invasione Austro-Russa obbligò questo a operare da Chambéry, finché con la battaglia di Marengo i Francesi non riconquistarono la Lombardia.
Nel 1800 Marescalchi venne nominato membro della Consulta straordinaria legislativa della Repubblica Cisalpina e rappresentante della medesima a Parigi. Egli prese parte ai lavori della Consulta a Lione nel 1801-1802. Il 26 gennaio 1802 firmò con Napoleone e Francesco Melzi d'Eril la carta costituzionale di quella che divenne la Repubblica Italiana, della quale il primo venne eletto presidente e il secondo vicepresidente esecutivo. La nomina di Napoleone consentì di superare la riluttanza di altri Stati europei a trattare con questa nuova entità che, d'altra parte, veniva però governata da patrioti italiani. Quando Napoleone, che parlava correntemente l'italiano, pronunciò il suo discorso d'insediamento in questa lingua si scatenarono gli applausi.

### A Parigi
Marescalchi fu nominato ministro per le Relazioni estere della Repubblica Italiana, con residenza a Parigi (1802-1805), dove visse un periodo ricco di feste e buone frequentazioni, facendo da intermediario tra Melzi d'Eril e Bonaparte. Pur avendo un raggio d'azione limitato – la Repubblica di fatto intrattenne relazioni solo con gli altri Stati della Penisola e con Svizzera e Olanda – Ferdinando fu determinante nel raggiungimento del concordato con la Santa Sede (settembre 1803).
Egli presenziò il 2 dicembre 1804 alla consacrazione di Napoleone a primo imperatore dei Francesi, nella Cattedrale di Notre-Dame, alla presenza del papa Pio VII. Con l'incoronazione di Napoleone a imperatore e successivamente a re d'Italia il 26 maggio 1805 nel Duomo di Milano, la Repubblica si trasformò appunto in Regno d'Italia ed egli ne fu il rappresentante senza soluzione di continuità con la precedente repubblica.
A Parigi Marescalchi risiedeva presso l'Hôtel de Massa, un palazzo del XVIII secolo allora posto lungo gli Champs-Élysées, dove, tra feste e balli in maschera, riceveva il fior fiore della nobiltà dell'Impero, incluso Napoleone stesso.

### Riconoscimenti e rientro in Italia
Quando il 5 giugno 1805 in Italia venne creato l'Ordine della Corona di Ferro, sulla falsariga della Legione d'Onore francese, Napoleone ne fu nominato gran maestro, Marescalchi gran cancelliere e il conte Antonio Aldini (1765-1826), principale ministro del Regno d'Italia, ne era il tesoriere.
Inoltre, mentre la massoneria prendeva piede nei ranghi dell'amministrazione dello Stato, il Grande Oriente d'Italia venne fondato a Milano il 20 giugno 1805, col principe Eugenio gran maestro e Marescalchi gran conservatore. 
Infine, Napoleone lo creò conte del Regno (d'Italia) (decreto del dicembre 1810, lettere patenti del 12 aprile 1809) e cavaliere di gran croce della Legione d'Onore.
Dopo la fine dell'Impero francese, Marescalchi ricevette da Francesco I d'Austria l'incarico di commissario plenipotenziario per il Ducato di Parma, Piacenza e Guastalla, su cui l'ex imperatrice Maria Luisa avrebbe regnato, come deciso dal Congresso di Vienna. Fu nominato infine ministro plenipotenziario dell'Impero d'Austria a Modena, dove morì il 22 giugno 1816.

## Discendenza
Ferdinando Marescalchi sposò nel 1779 Maria Ginevra Eleonora Pepoli, figlia di Cornelio Pepoli, conte di Castiglione, e di Marina Grimani, da cui ebbe tre figli:
1. Elisabetta (1780 – 12 marzo 1859), sposata con Alexandre François de La Fresnaye, conte di Saint-Aignan, capitano di vascello;
2. Carlo Alfonso Marcello (4 settembre 1782 – 8 dicembre 1868), barone del Regno d'Italia, ciambellano del viceré d'Italia Eugène de Beauharnais, sposatosi l'8 maggio 1811 a Parigi con Caterina Angela Maria figlia di Anton Giulio III Brignole Sale (1762 – 1802), nono marchese di Groppoli, e di Anna Pieri (1765 – 1825), dama di compagnia di Joséphine de Beauharnais (nel 1804-1810), Paolina Bonaparte (1810) e infine di Maria Luisa (1810-1814), da cui:
  1. Napoleone Carlo Ferdinando (27 maggio 1812 – 13 agosto 1865), sposatosi il 18 giugno 1835 a Parigi con Mathilde (1815 – 1849), figlia di Jacques Thomas, terzo marchese di Pange (1770 – 1850), conte dell'Impero, ciambellano dell'Imperatore, maresciallo di campo (1814), pari di Francia (5 mars 1819), da cui:
    1. Rosa Maria, sposatasi con il marchese Ignazio Lavaggi e da cui discendenza;
    2. Marcello (1837 – 1838);
    3. Antonio Maria Carlo (4 maggio 1839 – 30 gennaio 1920), cavaliere della Legion d'Onore, sposatosi l'11 dicembre 1880 con Maddalena Litta Modignani (1859 – 1881), da cui discendenza;
    4. Elisabetta (1841 – 1869);
    5. Carlotta Giovanna Maria Matilde, da cui discendenza;

  2. Anna Margherita Maria Giuliana Pelina (28 agosto 1813 – 22 luglio 1885), maritata l'11 giugno 1832 a Bologna con Maximilian Josef Maria Philipp Clemens von Arco auf Valley (1806 – 1875), da cui discendenza;
3. Marina Vittoria, maritata il 5 febbraio 1809 col marchese Jean Joseph de Scorailles-Langhac, da cui discendenza.